# 宽额鳢
宽额鳢（学名：Channa gachua）为鳢科鳢属的鱼类，又名南鳢、白边鳢、緣鱧、马鬃鱼、大头鱼、黑鱼。

## 分佈
分布於亞洲從斯里蘭卡至湄公河、印尼的淡水流域。在中国，分布于大盈江和瑞丽江的干流及其支流、南定河、澜沧江及其支流、海南各水系等，主要栖息于水流缓慢的河流及池塘。该物种的模式产地在印度恒河。

## 習性
一般成年體型約10-20公分，最大體長可達28-32公分，棲息在流動快速的溪流或靜止的溝渠，夜行性，屬肉食性，以魚類、甲殼類、昆蟲等為食，可作為觀賞魚。